# HD 1690
HD 1690 — звезда, которая находится в созвездии Кита на расстоянии около 1011 световых лет от нас. Вокруг звезды обращается, как минимум, одна планета.

## Характеристики
HD 1690 относится к классу оранжевых гигантов — звёзд с относительно низкой температурой поверхности, крупными размерами и высокой светимостью. Масса и радиус HD 1690 составляет 1,09 и 16,7 солнечных соответственно. Температура поверхности приблизительно равна 4393 кельвинам. По светимости HD 1690 превосходит наше дневное светило в 33 с лишним раза. Возраст звезды оценивается в 6,7 миллиардов лет.

## Планетная система
В 2010 году группой астрономов, работающих в рамках программы HARPS, было объявлено об открытии планеты HD 1690 b в данной системе. Это типичный газовый гигант, превосходящий по массе Юпитер в 6 с лишним раз. Планета обращается по вытянутой эллиптической орбите на расстоянии 1,3 а. е. от родительской звезды, совершая полный оборот за 533 суток. Открытие было совершено методом измерения лучевых скоростей родительской звезды.